# 村上春太郎
村上春太郎（日语：／ Murakami Harutarō，1872年1月2日—1947年6月10日），是一名日本物理学家和天文学家。出生于爱媛县越智郡東伯方村大字有津庄屋，村上重吉的长子。自学通过数学、物理、化学高师资格考试，拿到教师文凭。
曾编著了启蒙书《天文学一夕话》 (岛津源蔵、明治35年)、《天文与气象》(恒星社厚生阁, 1944, 1949)和旧制高校教科书《物理学原论》。他对月球运行进行过研究，写了二卷《月球运行摄动论》，原件在战争期间被烧毁，但副本保留了下来。1923年，曾与英国物理学家欧里佛·洛兹爵士(Sir Oliver Joseph Lodge)有过交流。
月球上的村上环形山（Murakami）就是以他的名字命名的。